# Suursaari (ö i Norra Karelen, Mellersta Karelen, lat 62,33, long 29,37)
Suursaari är en ö i Finland. Den ligger i sjön Orivesi och i kommunen Rääkkylä i den ekonomiska regionen  Mellersta Karelens ekonomiska region  och landskapet Norra Karelen, i den sydöstra delen av landet, 300 km nordost om huvudstaden Helsingfors. Öns största längd är 9,7 kilometer i sydöst-nordvästlig riktning.